# Lech Poznań w sezonie 2009/2010

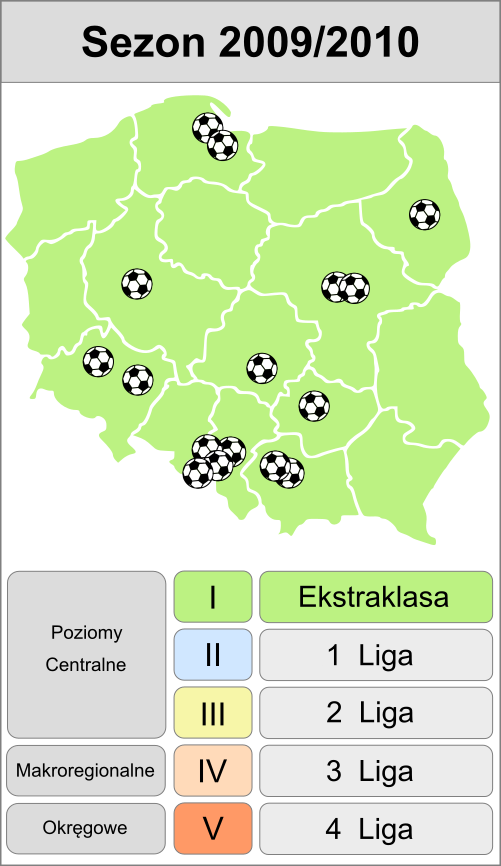
Zespoły występujące w Ekstraklasie

## Sezon
Sezon 2009/2010 klubu Lech Poznań.

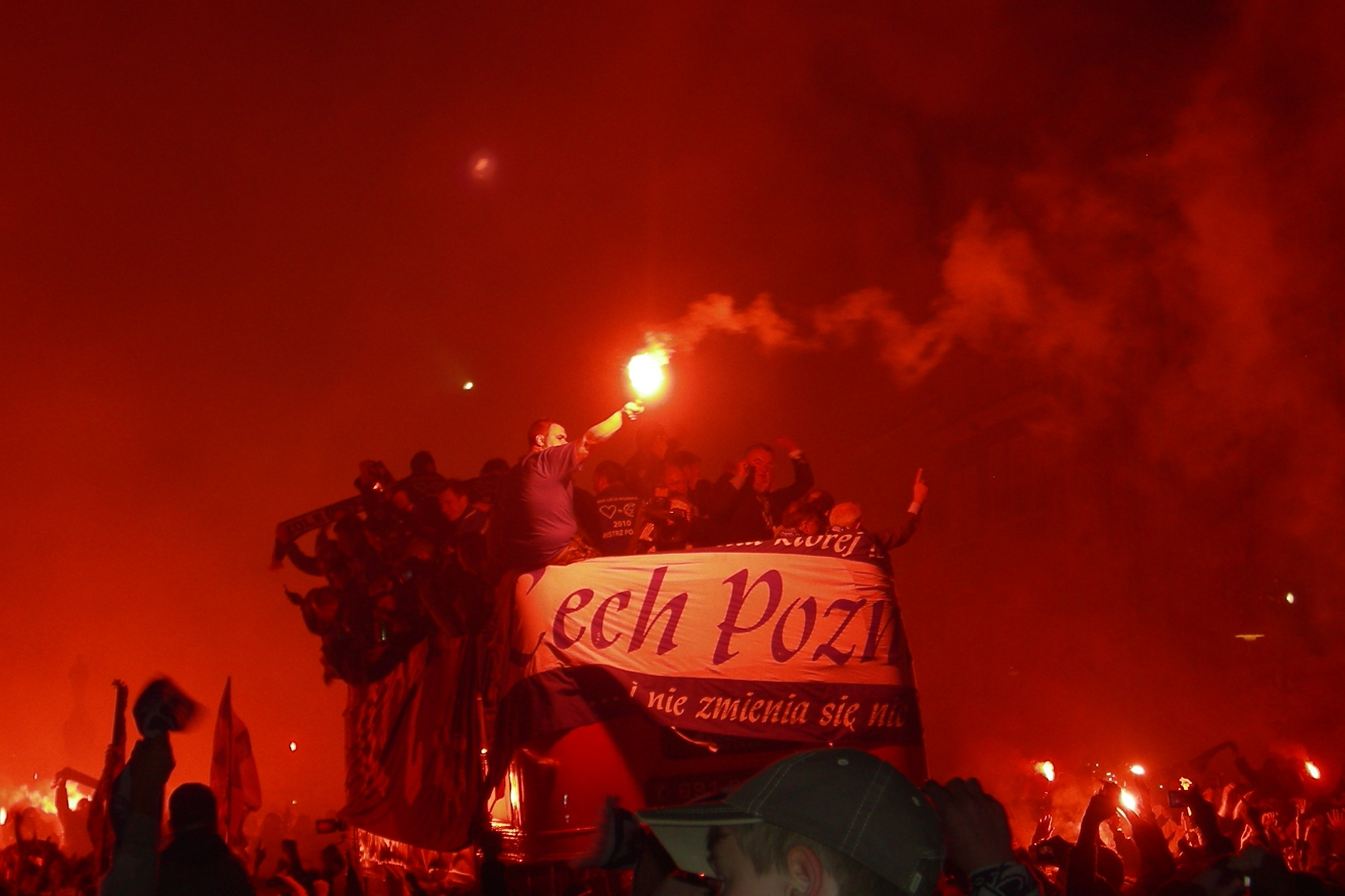
Autobus z piłkarzami

Od początku sezonu drużynę prowadzi trener Jacek Zieliński.

### Sponsor
Sponsorem technicznym jest firma Puma, a sponsorem strategicznym do końca 2009 roku była firma BetClick, lecz na skutek wprowadzenia ustawy hazardowej w Polsce firma musiała zrezygnować ze współpracy z poznańskim Lechem. Dlatego piłkarze tej drużyny w spotkaniach 18, 19. i 20 kolejki Ekstraklasy wystąpili w koszulkach z napisem promującym akcje charytatywną stowarzyszenia kibiców „Wiara Lecha” – „Przez życie z wiarą w Lecha”. 18 marca 2010 roku nowym sponsorem strategicznym została niemiecka firma s.Oliver.

### Stadion
W trakcie gdy na stadionie przy ulicy Bułgarskiej trwały prace związane z montażem konstrukcji dachowej, Lech wszystkie swoje mecze rozgrywał na obiekcie we Wronkach. Taka sytuacja trwała do końca roku 2009, w marcu Lech po raz pierwszy w sezonie rozegrał mecz w roli gospodarza na obiekcie w Poznaniu.

### Liga
Po dwóch pierwszych meczach Lech zdobył komplet punktów i legitymował się stosunkiem bramkową 8-1, co dawało mu pozycję lidera. Jednak po kilku następnych kolejkach Kolejorz musiał odrabiać straty, które w pewnym momencie sezonu ligowego wyniosły 11 punktów straty do liderującej Wisły Kraków. Lecz po zakończeniu 17. kolejki (rozegranej jeszcze w grudniu 2009 roku) strata poznaniaków wynosiła 8 punktów. W trakcie przerwy zimowej do zespołu dołączył Siergiej Kriwec. 28 lutego 2010 roku, po wznowieniu rozgrywek Lech Poznań wygrał w Warszawie z miejscową Polonią i dzięki porażce Wisły odrobił już część punktów. Z każdą kolejką piłkarze Jacka Zielińskiego się rozpędzali, mozolnie odrabiając straty. Przed 29. kolejką, po której poznańska lokomotywa zasiadła na fotelu lidera, strata wynosiła zaledwie jeden punkt. Dzięki trafieniu Kriwca z 92. minuty w Chorzowie i samobójczej bramce Mariusza Jopa z 93. minuty z Krakowa, Lech został liderem polskiej Ekstraklasy na kolejkę przed końcem sezonu. W ostatnim meczu pokonał Zagłębie Lubin i po ostatnim gwizdku w sezonie mógł się cieszyć z Mistrzostwa Polski. W rundzie wiosennej poznaniacy zgromadzili 30 punktów, remisując zaledwie 3 razy i nie doznając ani jednej porażki (1. miejsce w tabeli wiosny). Na stadionie przy ulicy Bułgarskiej wygrali każdy z meczów w sezonie 2009/2010.

## Rozgrywki
Lech Poznań w sezonie 2009/2010 brał udział w rozgrywkach:
- ligi polskiej – Ekstraklasy: – 1. miejsce
- Pucharu Polski: – 1/16 finału
- Superpucharu Polski: – zdobywca
- Ligi Europy: – runda play-off

## Wyniki

### Mecze oficjalne
| 1 | 25 lipca 2009        | N | Wisła Kraków          | 1:1 pk. 4:3 | Superpuchar                               | Robert Lewandowski 9                                               |
| 2 | 30 lipca 2009        | W | Fredrikstad FK        | 1:6         | Liga Europy UEFA, 3. runda kwalifikacyjna | Wilk 10, Arboleda 22, 25, Lewandowski 51, Peszko 54, Bandrowski 56 |
| 3 | 2 sierpnia 2009      | W | Piast Gliwice         | 1:3         | Ekstraklasa, kolejka 1                    | Peszko 51, Rengifo 59, Wilk 66                                     |
| 4 | 6 sierpnia 2009      | D | Fredrikstad FK        | 1:2         | Liga Europy UEFA, 3. runda kwalifikacyjna | Lewandowski 63                                                     |
| 5 | 9 sierpnia 2009      | W | Korona Kielce         | 0:5         | Ekstraklasa, kolejka 2                    | Nawotczyński 3 (s), Peszko 20, Wilk 58, Lewandowski 85, 87         |
| 6 | 16 sierpnia 2009     | D | Polonia Warszawa      | 2:4         | Ekstraklasa, kolejka 3                    | Rengifo 26, Peszko 55                                              |
| 7 | 20 sierpnia 2009     | D | Club Brugge           | 1:0         | Liga Europy UEFA, runda play-off          | Peszko 90+3                                                        |
| 8 | 23 sierpnia 2009     | W | Cracovia              | 1:0         | Ekstraklasa, kolejka 4                    |                                                                    |
| 9 | 20 sierpnia 2009     | W | Club Brugge           | 1:0 pk. 4:3 | Liga Europy UEFA, runda play-off          |                                                                    |
| 10 | 30 sierpnia 2009     | D | PGE GKS Bełchatów     | 2:2         | Ekstraklasa, kolejka 5                    | Lewandowski 59, Rengifo 75                                         |
| 11 | 12 września 2009     | W | Jagiellonia Białystok | 3:2         | Ekstraklasa, kolejka 6                    | Lewandowski 27, Peszko 43, Arboleda 88                             |
| 12 | 19 września 2009     | D | Odra Wodzisław Śląski | 1:0         | Ekstraklasa, kolejka 7                    | Wilk 18                                                            |
| 13 | 25 września 2009     | W | Legia Warszawa        | 2:0         | Ekstraklasa, kolejka 8                    |                                                                    |
| 14 | 29 września 2009     | W | Stal Stalowa Wola     | 0:0 pk. 4:1 | Puchar Polski, 1/16 finału                |                                                                    |
| 15 | 4 października 2009  | W | Arka Gdynia           | 1:1         | Ekstraklasa, kolejka 9                    | Lewandowski 76                                                     |
| 16 | 18 października 2009 | D | Wisła Kraków          | 1:0         | Ekstraklasa, kolejka 10                   | Lewandowski 60                                                     |
| 17 | 25 października 2009 | W | Lechia Gdańsk         | 0:0         | Ekstraklasa, kolejka 11                   |                                                                    |
| 18 | 31 października 2009 | D | Śląsk Wrocław         | 1:0         | Ekstraklasa, kolejka 12                   | Bartosz Bosacki 36 (k)                                             |
| 19 | 7 listopada 2009     | W | Polonia Bytom         | 1:1         | Ekstraklasa, kolejka 13                   | Lewandowski 63                                                     |
| 20 | 21 listopada 2009    | D | Ruch Chorzów          | 3:1         | Ekstraklasa, kolejka 14                   | Lewandowski 22, 44, Ivan Đurđević 75                               |
| 21 | 27 listopada 2009    | W | Zagłębie Lubin        | 0:0         | Ekstraklasa, kolejka 15                   | Peszko 36                                                          |
| 22 | 5 grudnia 2009       | D | Piast Gliwice         | 1:1         | Ekstraklasa, kolejka 16                   | Peszko 12                                                          |
| 23 | 13 grudnia 2009      | D | Korona Kielce         | 2:0         | Ekstraklasa, kolejka 17                   | Mikołajczak 77, 87                                                 |
| 24 | 28 lutego 2010       | W | Polonia Warszawa      | 0:3         | Ekstraklasa, kolejka 18                   | Lewandowski 25, 75, Mikołajczak 86                                 |
| 25 | 6 marca 2010         | D | Cracovia              | 3:1         | Ekstraklasa, kolejka 19                   | Krywiec 23, Lewandowski 37, Peszko 64                              |
| 26 | 14 marca 2010        | W | PGE GKS Bełchatów     | 1:1         | Ekstraklasa, kolejka 20                   | Krywiec 35                                                         |
| 27 | 21 marca 2010        | D | Jagiellonia Białystok | 2:0         | Ekstraklasa, kolejka 21                   | Lewandowski 27, Mikołajczak 62                                     |
| 28 | 28 marca 2010        | W | Odra Wodzisław Śląski | 0:0         | Ekstraklasa, kolejka 22                   |                                                                    |
| 29 | 3 kwietnia 2010      | D | Legia Warszawa        | 1:0         | Ekstraklasa, kolejka 23                   | Štilić 76                                                          |
| 30 | 9 kwietnia 2010      | D | Arka Gdynia           | 2:0         | Ekstraklasa, kolejka 24                   | Štilić 13, Wojtkowiak 53                                           |
| 31 | 17 kwietnia 2010     | W | Wisła Kraków          | 0:0         | Ekstraklasa, kolejka 25                   |                                                                    |
| 32 | 25 kwietnia 2010     | D | Lechia Gdańsk         | 2:1         | Ekstraklasa, kolejka 26                   | Bosacki 27, Peszko 79                                              |
| 33 | 2 maja 2010          | W | Śląsk Wrocław         | 0:3         | Ekstraklasa, kolejka 27                   | Lewandowski 23, 57, Injac 47                                       |
| 34 | 8 maja 2010          | D | Polonia Bytom         | 3:0         | Ekstraklasa, kolejka 28                   | Arboleda 7, 22, Lewandowski 34                                     |
| 35 | 11 maja 2010         | W | Ruch Chorzów          | 1:2         | Ekstraklasa, kolejka 29                   | Lewandowski 70, Krywiec 90+2                                       |
| 36 | 15 maja 2010         | D | Zagłębie Lubin        | 2:0         | Ekstraklasa, kolejka 30                   | Kędziora 23 (s), Lewandowski 57                                    |
| Legenda: - D – mecz na własnym obiekcie (dom) - W – mecz na obiekcie przeciwnika (wyjazd) - N – mecz na stadionie neutralnym |                      |   |                       |             |                                           |                                                                    |

### Mecze sparingowe
| MECZE LETNIE |                      |   |                             |             |                 |                                                                             |
| 1 | 1 lipca 2009         | N | GKS Bełchatów               | 0:0         | Wronki          |                                                                             |
| 2 | 4 lipca 2009         | N | Zagłębie Lubin              | 3:1         | Wronki          | Štilić 25, Bosacki 49 (k), 81                                               |
| 3 | 10 lipca 2009        | N | Viktoria Pilzno             | 3:1         | Bad Reichenhall | Lewandowski 6, Peszko 10, Štilić 43                                         |
| 4 | 12 lipca 2009        | N | Dynamo Czeskie Budziejowice | 2:0         | Bad Reichenhall | Rengifo 28, Chrapek 82                                                      |
| 5 | 14 lipca 2009        | N | Iraklis Saloniki            | 3:2         | Bad Reichenhall | Peszko 28, Rengifo 63, Štilić 74                                            |
| 6 | 16 lipca 2009        | N | TSV 1860 Monachium          | 1:0         | Bad Reichenhall | Lewandowski 31                                                              |
| MECZE JESIENNE |                      |   |                             |             |                 |                                                                             |
| 7 | 4 września 2009      | W | Zjednoczeni Chwaliszewo     | 0:6         | Polska          | Mikołajczak x3, Peszko, Kikut, Jakóbowski                                   |
| 8 | 13 października 2009 | W | Pogoń Lwówek                | 0:6         | Polska          | Cueto 19, Możdżeń 23, Zapotoka 25, Bereszyński 36, Kononowicz 89, Szałek 90 |
| 9 | 13 listopada 2009    | N | Polonia Warszawa            | 1:2         | Polska          | Browkin 40                                                                  |
| MECZE ZIMOWE |                      |   |                             |             |                 |                                                                             |
| 10 | 24 stycznia 2010     | N | Odds BK                     | 0:0 k. 5:4  | La Manga        |                                                                             |
| 11 | 18 stycznia 2010     | N | Red Bull New York           | 0:1         | La Manga        |                                                                             |
| 12 | 30 stycznia 2010     | N | Vålerenga Fotball           | 1:1 pk. 5:3 | La Manga        | Krywiec 54                                                                  |
| 13 | 2 lutego 2010        | N | Tromso IL                   | 2:2 pk. 7:6 | La Manga        | Krywiec 8, Lewandowski 35                                                   |
| 14 | 6 lutego 2010        | N | Zawisza Bydgoszcz           | 1:1         | Polska          | Peszko 9                                                                    |
| 15 | 12 lutego 2010       | N | Dinamo Zagrzeb              | 1:1         | Belek           | Lewandowski 18                                                              |
| 16 | 15 lutego 2010       | N | Crvena zvezda Belgrad       | 3:1         | Belek           | Arboleda 15, Peszko 39, Lewandowski 60                                      |
| 17 | 17 lutego 2010       | N | Krywbas Krzywy Róg          | 2:1         | Belek           | Mikołajczak 1, 41                                                           |
| 18 | 20 lutego 2010       | N | GKP Gorzów Wielkopolski     | 1:0         | Polska          | Đurđević 28, Możdżeń 62                                                     |
| MECZE LETNIE |                      |   |                             |             |                 |                                                                             |
| 19 | 20 maja 2010         | W | Bałtyk Koszalin             | 2:3         | Polska          | Đurđević 19, Bereszyński 47, Bandrowski 90+1                                |
| Legenda: - W – mecz na obiekcie przeciwnika (wyjazd) - N – mecz na obiekcie neutralnym - W przypadku, gdy mecz rozgrywany był na obiekcie neutralnym, wtedy pierwsza liczba w wyniku meczu ukazuje ilość zdobytych bramek przez zespół Lecha Poznań. - W przypadku, gdy w rubryce „Miejsce zgrupowania” znajduje się flaga kraju to oznacza to, że mecz nie odbył się podczas zgrupowania, a flaga oznacza miejsce rozegrania meczu. |                      |   |                             |             |                 |                                                                             |

## Statystyki

### Liczba wpuszczonych bramek w meczu
| Nazwisko zawodnika | Kolejka Ekstraklasy                             | Kolejka Ekstraklasy                             | Kolejka Ekstraklasy                             | Kolejka Ekstraklasy                             | Kolejka Ekstraklasy                             | Kolejka Ekstraklasy                             | Kolejka Ekstraklasy                             | Kolejka Ekstraklasy                             | Kolejka Ekstraklasy                             | Kolejka Ekstraklasy                             | Kolejka Ekstraklasy                             | Kolejka Ekstraklasy                             | Kolejka Ekstraklasy                             | Kolejka Ekstraklasy                             | Kolejka Ekstraklasy                             | Kolejka Ekstraklasy                             | Kolejka Ekstraklasy                             | Kolejka Ekstraklasy | Kolejka Ekstraklasy | Kolejka Ekstraklasy | Kolejka Ekstraklasy | Kolejka Ekstraklasy | Kolejka Ekstraklasy | Kolejka Ekstraklasy | Kolejka Ekstraklasy | Kolejka Ekstraklasy | Kolejka Ekstraklasy | Kolejka Ekstraklasy | Kolejka Ekstraklasy | Kolejka Ekstraklasy | Kolejka Ekstraklasy |
| Nazwisko zawodnika | 01                                              | 02                                              | 03                                              | 04                                              | 05                                              | 06                                              | 07                                              | 08                                              | 09                                              | 10                                              | 11                                              | 12                                              | 13                                              | 14                                              | 15                                              | 16                                              | 17                                              | 18                  | 19                  | 20                  | 21                  | 22                  | 23                  | 24                  | 25                  | 26                  | 27                  | 28                  | 29                  | 30                  |                     |
| --- | ----------------------------------------------- | ----------------------------------------------- | ----------------------------------------------- | ----------------------------------------------- | ----------------------------------------------- | ----------------------------------------------- | ----------------------------------------------- | ----------------------------------------------- | ----------------------------------------------- | ----------------------------------------------- | ----------------------------------------------- | ----------------------------------------------- | ----------------------------------------------- | ----------------------------------------------- | ----------------------------------------------- | ----------------------------------------------- | ----------------------------------------------- | ------------------- | ------------------- | ------------------- | ------------------- | ------------------- | ------------------- | ------------------- | ------------------- | ------------------- | ------------------- | ------------------- | ------------------- | ------------------- | ------------------- |
| G.Bieszczad | Piłkarz dołączył do drużyny w przerwie zimowej. | Piłkarz dołączył do drużyny w przerwie zimowej. | Piłkarz dołączył do drużyny w przerwie zimowej. | Piłkarz dołączył do drużyny w przerwie zimowej. | Piłkarz dołączył do drużyny w przerwie zimowej. | Piłkarz dołączył do drużyny w przerwie zimowej. | Piłkarz dołączył do drużyny w przerwie zimowej. | Piłkarz dołączył do drużyny w przerwie zimowej. | Piłkarz dołączył do drużyny w przerwie zimowej. | Piłkarz dołączył do drużyny w przerwie zimowej. | Piłkarz dołączył do drużyny w przerwie zimowej. | Piłkarz dołączył do drużyny w przerwie zimowej. | Piłkarz dołączył do drużyny w przerwie zimowej. | Piłkarz dołączył do drużyny w przerwie zimowej. | Piłkarz dołączył do drużyny w przerwie zimowej. | Piłkarz dołączył do drużyny w przerwie zimowej. | Piłkarz dołączył do drużyny w przerwie zimowej. | -                   | -                   | -                   | -                   | -                   | -                   | -                   | -                   | -                   | -                   | -                   | -                   | -                   |                     |
| J.Burić | -                                               | -                                               | -                                               | -                                               | -                                               | -                                               | -                                               | -                                               | 1                                               | 0                                               | 0                                               | 0                                               | 1                                               | 1                                               | 0                                               | 1                                               | 0                                               | 0                   | 1                   | 1                   | 0                   | 0                   | 0                   | -                   | -                   | -                   | -                   | -                   | -                   | -                   |                     |
| G.Kasprzik | 1                                               | 0                                               | 4                                               | 1                                               | 2                                               | 2                                               | 0                                               | 2                                               | -                                               | -                                               | -                                               | -                                               | -                                               | -                                               | -                                               | -                                               | -                                               | -                   | -                   | -                   | -                   | -                   | -                   | -                   | -                   | -                   | -                   | -                   | -                   | -                   |                     |
| K.Kotorowski | -                                               | -                                               | -                                               | -                                               | -                                               | -                                               | -                                               | -                                               | -                                               | -                                               | -                                               | -                                               | -                                               | -                                               | -                                               | -                                               | -                                               | -                   | -                   | -                   | -                   | -                   | -                   | 0                   | 0                   | 1                   | 0                   | 0                   | 1                   | 0                   |                     |
| Legenda: - Kolor niebieski – drużyna zwyciężyła. - Kolor żółty – drużyna zremisowała. - Kolor czerwony – drużyna przegrała. - Kolor zielony – piłkarz w meczu nie wystąpił. |                                                 |                                                 |                                                 |                                                 |                                                 |                                                 |                                                 |                                                 |                                                 |                                                 |                                                 |                                                 |                                                 |                                                 |                                                 |                                                 |                                                 |                     |                     |                     |                     |                     |                     |                     |                     |                     |                     |                     |                     |                     |                     |

### Liczba zdobytych bramek w meczu przez poszczególnych zawodników
| Nazwisko zawodnika | Kolejka Ekstraklasy                             | Kolejka Ekstraklasy                             | Kolejka Ekstraklasy                             | Kolejka Ekstraklasy                             | Kolejka Ekstraklasy                             | Kolejka Ekstraklasy                             | Kolejka Ekstraklasy                             | Kolejka Ekstraklasy                             | Kolejka Ekstraklasy                             | Kolejka Ekstraklasy                             | Kolejka Ekstraklasy                             | Kolejka Ekstraklasy                             | Kolejka Ekstraklasy                             | Kolejka Ekstraklasy                             | Kolejka Ekstraklasy                             | Kolejka Ekstraklasy                             | Kolejka Ekstraklasy                             | Kolejka Ekstraklasy                                     | Kolejka Ekstraklasy                                     | Kolejka Ekstraklasy                                     | Kolejka Ekstraklasy                                     | Kolejka Ekstraklasy                                     | Kolejka Ekstraklasy                                     | Kolejka Ekstraklasy                                     | Kolejka Ekstraklasy                                     | Kolejka Ekstraklasy                                     | Kolejka Ekstraklasy                                     | Kolejka Ekstraklasy                                     | Kolejka Ekstraklasy                                     | Kolejka Ekstraklasy                                     | Kolejka Ekstraklasy |
| Nazwisko zawodnika | 01                                              | 02                                              | 03                                              | 04                                              | 05                                              | 06                                              | 07                                              | 08                                              | 09                                              | 10                                              | 11                                              | 12                                              | 13                                              | 14                                              | 15                                              | 16                                              | 17                                              | 18                                                      | 19                                                      | 20                                                      | 21                                                      | 22                                                      | 23                                                      | 24                                                      | 25                                                      | 26                                                      | 27                                                      | 28                                                      | 29                                                      | 30                                                      |                     |
| --- | ----------------------------------------------- | ----------------------------------------------- | ----------------------------------------------- | ----------------------------------------------- | ----------------------------------------------- | ----------------------------------------------- | ----------------------------------------------- | ----------------------------------------------- | ----------------------------------------------- | ----------------------------------------------- | ----------------------------------------------- | ----------------------------------------------- | ----------------------------------------------- | ----------------------------------------------- | ----------------------------------------------- | ----------------------------------------------- | ----------------------------------------------- | ------------------------------------------------------- | ------------------------------------------------------- | ------------------------------------------------------- | ------------------------------------------------------- | ------------------------------------------------------- | ------------------------------------------------------- | ------------------------------------------------------- | ------------------------------------------------------- | ------------------------------------------------------- | ------------------------------------------------------- | ------------------------------------------------------- | ------------------------------------------------------- | ------------------------------------------------------- | ------------------- |
| M.Arboleda | 0                                               | 0                                               | 0                                               | 0                                               | 0                                               | 1                                               | -                                               | -                                               | -                                               | -                                               | -                                               | -                                               | -                                               | -                                               | -                                               | -                                               | -                                               | 0                                                       | 0                                                       | -                                                       | -                                                       | 0                                                       | 0                                                       | 0                                                       | 0                                                       | 0                                                       | 0                                                       | 2                                                       | 0                                                       | 0                                                       |                     |
| T.Bandrowski | 0                                               | 0                                               | 0                                               | 0                                               | 0                                               | -                                               | -                                               | 0                                               | -                                               | 0                                               | 0                                               | 0                                               | 0                                               | 0                                               | 0                                               | 0                                               | 0                                               | 0                                                       | 0                                                       | 0                                                       | 0                                                       | 0                                                       | 0                                                       | 0                                                       | 0                                                       | 0                                                       | -                                                       | -                                                       | 0                                                       | 0                                                       |                     |
| B.Bereszyński | Piłkarz dołączył do drużyny w przerwie zimowej. | Piłkarz dołączył do drużyny w przerwie zimowej. | Piłkarz dołączył do drużyny w przerwie zimowej. | Piłkarz dołączył do drużyny w przerwie zimowej. | Piłkarz dołączył do drużyny w przerwie zimowej. | Piłkarz dołączył do drużyny w przerwie zimowej. | Piłkarz dołączył do drużyny w przerwie zimowej. | Piłkarz dołączył do drużyny w przerwie zimowej. | Piłkarz dołączył do drużyny w przerwie zimowej. | Piłkarz dołączył do drużyny w przerwie zimowej. | Piłkarz dołączył do drużyny w przerwie zimowej. | Piłkarz dołączył do drużyny w przerwie zimowej. | Piłkarz dołączył do drużyny w przerwie zimowej. | Piłkarz dołączył do drużyny w przerwie zimowej. | Piłkarz dołączył do drużyny w przerwie zimowej. | Piłkarz dołączył do drużyny w przerwie zimowej. | Piłkarz dołączył do drużyny w przerwie zimowej. | -                                                       | -                                                       | -                                                       | 0                                                       | 0                                                       | -                                                       | -                                                       | -                                                       | -                                                       | -                                                       | -                                                       | -                                                       | -                                                       |                     |
| Ł.Białożyt | -                                               | -                                               | -                                               | -                                               | -                                               | -                                               | -                                               | -                                               | -                                               | -                                               | -                                               | -                                               | -                                               | -                                               | -                                               | -                                               | -                                               | Piłkarz w przerwie zimowej został wypożyczony.          | Piłkarz w przerwie zimowej został wypożyczony.          | Piłkarz w przerwie zimowej został wypożyczony.          | Piłkarz w przerwie zimowej został wypożyczony.          | Piłkarz w przerwie zimowej został wypożyczony.          | Piłkarz w przerwie zimowej został wypożyczony.          | Piłkarz w przerwie zimowej został wypożyczony.          | Piłkarz w przerwie zimowej został wypożyczony.          | Piłkarz w przerwie zimowej został wypożyczony.          | Piłkarz w przerwie zimowej został wypożyczony.          | Piłkarz w przerwie zimowej został wypożyczony.          | Piłkarz w przerwie zimowej został wypożyczony.          | Piłkarz w przerwie zimowej został wypożyczony.          |                     |
| G.Bieszczad | Piłkarz dołączył do drużyny w przerwie zimowej. | Piłkarz dołączył do drużyny w przerwie zimowej. | Piłkarz dołączył do drużyny w przerwie zimowej. | Piłkarz dołączył do drużyny w przerwie zimowej. | Piłkarz dołączył do drużyny w przerwie zimowej. | Piłkarz dołączył do drużyny w przerwie zimowej. | Piłkarz dołączył do drużyny w przerwie zimowej. | Piłkarz dołączył do drużyny w przerwie zimowej. | Piłkarz dołączył do drużyny w przerwie zimowej. | Piłkarz dołączył do drużyny w przerwie zimowej. | Piłkarz dołączył do drużyny w przerwie zimowej. | Piłkarz dołączył do drużyny w przerwie zimowej. | Piłkarz dołączył do drużyny w przerwie zimowej. | Piłkarz dołączył do drużyny w przerwie zimowej. | Piłkarz dołączył do drużyny w przerwie zimowej. | Piłkarz dołączył do drużyny w przerwie zimowej. | Piłkarz dołączył do drużyny w przerwie zimowej. | -                                                       | -                                                       | -                                                       | -                                                       | -                                                       | -                                                       | -                                                       | -                                                       | -                                                       | -                                                       | -                                                       | -                                                       | -                                                       |                     |
| B.Bosacki | 0                                               | -                                               | 0                                               | 0                                               | 0                                               | 0                                               | 0                                               | 0                                               | 0                                               | 0                                               | 0                                               | 1                                               | 0                                               | -                                               | 0                                               | 0                                               | 0                                               | 0                                                       | 0                                                       | 0                                                       | 0                                                       | 0                                                       | 0                                                       | 0                                                       | 0                                                       | 1                                                       | 0                                                       | 0                                                       | 0                                                       | 0                                                       |                     |
| J.Burić | -                                               | -                                               | -                                               | -                                               | -                                               | -                                               | -                                               | -                                               | 0                                               | 0                                               | 0                                               | 0                                               | 0                                               | 0                                               | 0                                               | 0                                               | 0                                               | 0                                                       | 0                                                       | 0                                                       | 0                                                       | 0                                                       | 0                                                       | -                                                       | -                                                       | -                                                       | -                                                       | -                                                       | -                                                       | -                                                       |                     |
| K.Chrapek | 0                                               | 0                                               | 0                                               | 0                                               | 0                                               | -                                               | 0                                               | 0                                               | 0                                               | -                                               | -                                               | -                                               | -                                               | -                                               | -                                               | -                                               | -                                               | -                                                       | -                                                       | -                                                       | 0                                                       | 0                                                       | -                                                       | 0                                                       | 0                                                       | -                                                       | -                                                       | -                                                       | -                                                       | -                                                       |                     |
| A.Cueto | -                                               | -                                               | -                                               | -                                               | -                                               | -                                               | -                                               | -                                               | 0                                               | 0                                               | -                                               | -                                               | -                                               | 0                                               | -                                               | 0                                               | 0                                               | Piłkarz w przerwie zimowej został przesunięty do ME.    | Piłkarz w przerwie zimowej został przesunięty do ME.    | Piłkarz w przerwie zimowej został przesunięty do ME.    | Piłkarz w przerwie zimowej został przesunięty do ME.    | Piłkarz w przerwie zimowej został przesunięty do ME.    | Piłkarz w przerwie zimowej został przesunięty do ME.    | Piłkarz w przerwie zimowej został przesunięty do ME.    | Piłkarz w przerwie zimowej został przesunięty do ME.    | Piłkarz w przerwie zimowej został przesunięty do ME.    | Piłkarz w przerwie zimowej został przesunięty do ME.    | Piłkarz w przerwie zimowej został przesunięty do ME.    | Piłkarz w przerwie zimowej został przesunięty do ME.    | Piłkarz w przerwie zimowej został przesunięty do ME.    |                     |
| I.Đurđević | 0                                               | 0                                               | 0                                               | -                                               | -                                               | -                                               | 0                                               | 0                                               | 0                                               | 0                                               | 0                                               | 0                                               | 0                                               | 1                                               | 0                                               | 0                                               | 0                                               | 0                                                       | 0                                                       | 0                                                       | 0                                                       | 0                                                       | -                                                       | -                                                       | -                                                       | -                                                       | 0                                                       | 0                                                       | -                                                       | -                                                       |                     |
| K.Drygas | Piłkarz dołączył do drużyny w przerwie zimowej. | Piłkarz dołączył do drużyny w przerwie zimowej. | Piłkarz dołączył do drużyny w przerwie zimowej. | Piłkarz dołączył do drużyny w przerwie zimowej. | Piłkarz dołączył do drużyny w przerwie zimowej. | Piłkarz dołączył do drużyny w przerwie zimowej. | Piłkarz dołączył do drużyny w przerwie zimowej. | Piłkarz dołączył do drużyny w przerwie zimowej. | Piłkarz dołączył do drużyny w przerwie zimowej. | Piłkarz dołączył do drużyny w przerwie zimowej. | Piłkarz dołączył do drużyny w przerwie zimowej. | Piłkarz dołączył do drużyny w przerwie zimowej. | Piłkarz dołączył do drużyny w przerwie zimowej. | Piłkarz dołączył do drużyny w przerwie zimowej. | Piłkarz dołączył do drużyny w przerwie zimowej. | Piłkarz dołączył do drużyny w przerwie zimowej. | Piłkarz dołączył do drużyny w przerwie zimowej. | -                                                       | -                                                       | -                                                       | -                                                       | -                                                       | -                                                       | -                                                       | -                                                       | -                                                       | -                                                       | -                                                       | -                                                       | -                                                       |                     |
| S.Gancarczyk | -                                               | 0                                               | 0                                               | 0                                               | 0                                               | 0                                               | 0                                               | 0                                               | 0                                               | 0                                               | 0                                               | 0                                               | -                                               | 0                                               | -                                               | -                                               | -                                               | 0                                                       | 0                                                       | 0                                                       | 0                                                       | 0                                                       | 0                                                       | -                                                       | 0                                                       | -                                                       | 0                                                       | 0                                                       | 0                                                       | 0                                                       |                     |
| G.Golik | -                                               | -                                               | -                                               | 0                                               | -                                               | 0                                               | -                                               | -                                               | Piłkarz został przesunięty do drużyny ME.       | Piłkarz został przesunięty do drużyny ME.       | Piłkarz został przesunięty do drużyny ME.       | Piłkarz został przesunięty do drużyny ME.       | Piłkarz został przesunięty do drużyny ME.       | Piłkarz został przesunięty do drużyny ME.       | Piłkarz został przesunięty do drużyny ME.       | Piłkarz został przesunięty do drużyny ME.       | Piłkarz został przesunięty do drużyny ME.       | Piłkarz w przerwie zimowej został odsunięty od drużyny. | Piłkarz w przerwie zimowej został odsunięty od drużyny. | Piłkarz w przerwie zimowej został odsunięty od drużyny. | Piłkarz w przerwie zimowej został odsunięty od drużyny. | Piłkarz w przerwie zimowej został odsunięty od drużyny. | Piłkarz w przerwie zimowej został odsunięty od drużyny. | Piłkarz w przerwie zimowej został odsunięty od drużyny. | Piłkarz w przerwie zimowej został odsunięty od drużyny. | Piłkarz w przerwie zimowej został odsunięty od drużyny. | Piłkarz w przerwie zimowej został odsunięty od drużyny. | Piłkarz w przerwie zimowej został odsunięty od drużyny. | Piłkarz w przerwie zimowej został odsunięty od drużyny. | Piłkarz w przerwie zimowej został odsunięty od drużyny. |                     |
| H.Handzić | 0                                               | -                                               | -                                               | -                                               | -                                               | -                                               | -                                               | -                                               | Piłkarz został przesunięty do drużyny ME.       | Piłkarz został przesunięty do drużyny ME.       | Piłkarz został przesunięty do drużyny ME.       | Piłkarz został przesunięty do drużyny ME.       | Piłkarz został przesunięty do drużyny ME.       | Piłkarz został przesunięty do drużyny ME.       | Piłkarz został przesunięty do drużyny ME.       | Piłkarz został przesunięty do drużyny ME.       | Piłkarz został przesunięty do drużyny ME.       | Piłkarz w przerwie zimowej został wypożyczony.          | Piłkarz w przerwie zimowej został wypożyczony.          | Piłkarz w przerwie zimowej został wypożyczony.          | Piłkarz w przerwie zimowej został wypożyczony.          | Piłkarz w przerwie zimowej został wypożyczony.          | Piłkarz w przerwie zimowej został wypożyczony.          | Piłkarz w przerwie zimowej został wypożyczony.          | Piłkarz w przerwie zimowej został wypożyczony.          | Piłkarz w przerwie zimowej został wypożyczony.          | Piłkarz w przerwie zimowej został wypożyczony.          | Piłkarz w przerwie zimowej został wypożyczony.          | Piłkarz w przerwie zimowej został wypożyczony.          | Piłkarz w przerwie zimowej został wypożyczony.          |                     |
| L.Henríquez | -                                               | -                                               | -                                               | -                                               | -                                               | -                                               | -                                               | -                                               | -                                               | -                                               | -                                               | -                                               | -                                               | -                                               | -                                               | -                                               | -                                               | -                                                       | -                                                       | -                                                       | -                                                       | -                                                       | -                                                       | 0                                                       | -                                                       | 0                                                       | -                                                       | -                                                       | -                                                       | -                                                       |                     |
| D.Injac | 0                                               | -                                               | 0                                               | 0                                               | 0                                               | 0                                               | 0                                               | 0                                               | 0                                               | 0                                               | 0                                               | 0                                               | 0                                               | 0                                               | 0                                               | 0                                               | 0                                               | 0                                                       | 0                                                       | 0                                                       | 0                                                       | -                                                       | 0                                                       | 0                                                       | 0                                                       | 0                                                       | 1                                                       | 0                                                       | 0                                                       | 0                                                       |                     |
| M.Kamiński | -                                               | -                                               | -                                               | -                                               | -                                               | -                                               | -                                               | -                                               | -                                               | -                                               | -                                               | -                                               | -                                               | 0                                               | 0                                               | 0                                               | 0                                               | -                                                       | -                                                       | -                                                       | -                                                       | -                                                       | -                                                       | -                                                       | -                                                       | -                                                       | -                                                       | -                                                       | -                                                       | -                                                       |                     |
| G.Kasprzik | 0                                               | 0                                               | 0                                               | 0                                               | 0                                               | 0                                               | 0                                               | 0                                               | -                                               | -                                               | -                                               | -                                               | -                                               | -                                               | -                                               | -                                               | -                                               | -                                                       | -                                                       | -                                                       | -                                                       | -                                                       | -                                                       | -                                                       | -                                                       | -                                                       | -                                                       | -                                                       | -                                                       | -                                                       |                     |
| M.Kikut | -                                               | 0                                               | 0                                               | 0                                               | 0                                               | 0                                               | 0                                               | 0                                               | 0                                               | 0                                               | 0                                               | 0                                               | 0                                               | 0                                               | 0                                               | -                                               | -                                               | -                                                       | -                                                       | -                                                       | -                                                       | -                                                       | -                                                       | -                                                       | -                                                       | -                                                       | 0                                                       | 0                                                       | -                                                       | 0                                                       |                     |
| K.Kotorowski | -                                               | -                                               | -                                               | -                                               | -                                               | -                                               | -                                               | -                                               | -                                               | -                                               | -                                               | -                                               | -                                               | -                                               | -                                               | -                                               | -                                               | -                                                       | -                                                       | -                                                       | -                                                       | -                                                       | -                                                       | 0                                                       | 0                                                       | 0                                                       | 0                                                       | 0                                                       | 0                                                       | 0                                                       |                     |
| S.Krywiec | Piłkarz dołączył do drużyny w przerwie zimowej. | Piłkarz dołączył do drużyny w przerwie zimowej. | Piłkarz dołączył do drużyny w przerwie zimowej. | Piłkarz dołączył do drużyny w przerwie zimowej. | Piłkarz dołączył do drużyny w przerwie zimowej. | Piłkarz dołączył do drużyny w przerwie zimowej. | Piłkarz dołączył do drużyny w przerwie zimowej. | Piłkarz dołączył do drużyny w przerwie zimowej. | Piłkarz dołączył do drużyny w przerwie zimowej. | Piłkarz dołączył do drużyny w przerwie zimowej. | Piłkarz dołączył do drużyny w przerwie zimowej. | Piłkarz dołączył do drużyny w przerwie zimowej. | Piłkarz dołączył do drużyny w przerwie zimowej. | Piłkarz dołączył do drużyny w przerwie zimowej. | Piłkarz dołączył do drużyny w przerwie zimowej. | Piłkarz dołączył do drużyny w przerwie zimowej. | Piłkarz dołączył do drużyny w przerwie zimowej. | 0                                                       | 1                                                       | 1                                                       | 0                                                       | 0                                                       | 0                                                       | 0                                                       | 0                                                       | 0                                                       | 0                                                       | 0                                                       | 1                                                       | 0                                                       |                     |
| R.Lewandowski | 0                                               | 2                                               | -                                               | 0                                               | 1                                               | 1                                               | 0                                               | 0                                               | 1                                               | 1                                               | 0                                               | 0                                               | 1                                               | 2                                               | 0                                               | 0                                               | 0                                               | 2                                                       | 1                                                       | 0                                                       | 1                                                       | -                                                       | 0                                                       | 0                                                       | 0                                                       | 0                                                       | 2                                                       | 1                                                       | 1                                                       | 1                                                       |                     |
| M.Machaj | -                                               | -                                               | -                                               | -                                               | -                                               | -                                               | -                                               | -                                               | -                                               | -                                               | -                                               | -                                               | -                                               | -                                               | -                                               | -                                               | -                                               | Piłkarz w przerwie zimowej został wypożyczony.          | Piłkarz w przerwie zimowej został wypożyczony.          | Piłkarz w przerwie zimowej został wypożyczony.          | Piłkarz w przerwie zimowej został wypożyczony.          | Piłkarz w przerwie zimowej został wypożyczony.          | Piłkarz w przerwie zimowej został wypożyczony.          | Piłkarz w przerwie zimowej został wypożyczony.          | Piłkarz w przerwie zimowej został wypożyczony.          | Piłkarz w przerwie zimowej został wypożyczony.          | Piłkarz w przerwie zimowej został wypożyczony.          | Piłkarz w przerwie zimowej został wypożyczony.          | Piłkarz w przerwie zimowej został wypożyczony.          | Piłkarz w przerwie zimowej został wypożyczony.          |                     |
| T.Mikołajczak | 0                                               | -                                               | 0                                               | 0                                               | -                                               | 0                                               | -                                               | -                                               | 0                                               | -                                               | -                                               | 0                                               | 0                                               | 0                                               | 0                                               | 0                                               | 2                                               | 1                                                       | 0                                                       | 0                                                       | 1                                                       | 0                                                       | 0                                                       | 0                                                       | 0                                                       | 0                                                       | 0                                                       | -                                                       | 0                                                       | 0                                                       |                     |
| M.Możdżeń | -                                               | -                                               | -                                               | -                                               | -                                               | -                                               | -                                               | -                                               | -                                               | 0                                               | 0                                               | 0                                               | 0                                               | 0                                               | 0                                               | 0                                               | 0                                               | -                                                       | -                                                       | -                                                       | 0                                                       | 0                                                       | 0                                                       | -                                                       | -                                                       | -                                                       | -                                                       | -                                                       | -                                                       | -                                                       |                     |
| S.Peszko | 1                                               | 1                                               | 1                                               | 0                                               | 0                                               | 1                                               | 0                                               | 0                                               | 0                                               | 0                                               | 0                                               | 0                                               | -                                               | 0                                               | 0                                               | 1                                               | 0                                               | 0                                                       | 1                                                       | 0                                                       | -                                                       | 0                                                       | 0                                                       | 0                                                       | 0                                                       | 1                                                       | 0                                                       | 0                                                       | 0                                                       | 0                                                       |                     |
| J.Ratajczak | Piłkarz dołączył do drużyny w przerwie zimowej. | Piłkarz dołączył do drużyny w przerwie zimowej. | Piłkarz dołączył do drużyny w przerwie zimowej. | Piłkarz dołączył do drużyny w przerwie zimowej. | Piłkarz dołączył do drużyny w przerwie zimowej. | Piłkarz dołączył do drużyny w przerwie zimowej. | Piłkarz dołączył do drużyny w przerwie zimowej. | Piłkarz dołączył do drużyny w przerwie zimowej. | Piłkarz dołączył do drużyny w przerwie zimowej. | Piłkarz dołączył do drużyny w przerwie zimowej. | Piłkarz dołączył do drużyny w przerwie zimowej. | Piłkarz dołączył do drużyny w przerwie zimowej. | Piłkarz dołączył do drużyny w przerwie zimowej. | Piłkarz dołączył do drużyny w przerwie zimowej. | Piłkarz dołączył do drużyny w przerwie zimowej. | Piłkarz dołączył do drużyny w przerwie zimowej. | Piłkarz dołączył do drużyny w przerwie zimowej. | -                                                       | -                                                       | -                                                       | -                                                       | -                                                       | -                                                       | -                                                       | -                                                       | -                                                       | -                                                       | -                                                       | -                                                       | -                                                       |                     |
| H.Rengifo | 1                                               | 0                                               | 1                                               | 0                                               | 1                                               | 0                                               | 0                                               | 0                                               | Piłkarz został przesunięty do drużyny ME.       | Piłkarz został przesunięty do drużyny ME.       | Piłkarz został przesunięty do drużyny ME.       | Piłkarz został przesunięty do drużyny ME.       | Piłkarz został przesunięty do drużyny ME.       | Piłkarz został przesunięty do drużyny ME.       | Piłkarz został przesunięty do drużyny ME.       | Piłkarz został przesunięty do drużyny ME.       | Piłkarz został przesunięty do drużyny ME.       | Piłkarz w przerwie zimowej został sprzedany.            | Piłkarz w przerwie zimowej został sprzedany.            | Piłkarz w przerwie zimowej został sprzedany.            | Piłkarz w przerwie zimowej został sprzedany.            | Piłkarz w przerwie zimowej został sprzedany.            | Piłkarz w przerwie zimowej został sprzedany.            | Piłkarz w przerwie zimowej został sprzedany.            | Piłkarz w przerwie zimowej został sprzedany.            | Piłkarz w przerwie zimowej został sprzedany.            | Piłkarz w przerwie zimowej został sprzedany.            | Piłkarz w przerwie zimowej został sprzedany.            | Piłkarz w przerwie zimowej został sprzedany.            | Piłkarz w przerwie zimowej został sprzedany.            |                     |
| S.Štilić | 0                                               | 0                                               | 0                                               | -                                               | 0                                               | 0                                               | 0                                               | 0                                               | 0                                               | 0                                               | 0                                               | 0                                               | -                                               | -                                               | 0                                               | 0                                               | 0                                               | 0                                                       | 0                                                       | 0                                                       | 0                                                       | 0                                                       | 1                                                       | 1                                                       | 0                                                       | 0                                                       | -                                                       | 0                                                       | 0                                                       | 0                                                       |                     |
| M.Szałek | -                                               | -                                               | -                                               | -                                               | -                                               | -                                               | -                                               | -                                               | -                                               | -                                               | -                                               | -                                               | -                                               | -                                               | -                                               | -                                               | 0                                               | -                                                       | -                                                       | -                                                       | -                                                       | -                                                       | -                                                       | -                                                       | -                                                       | -                                                       | -                                                       | -                                                       | -                                                       | -                                                       |                     |
| Z.Tanevski | -                                               | -                                               | -                                               | -                                               | -                                               | -                                               | -                                               | -                                               | -                                               | -                                               | -                                               | -                                               | -                                               | -                                               | -                                               | -                                               | -                                               | -                                                       | -                                                       | -                                                       | -                                                       | 0                                                       | -                                                       | 0                                                       | -                                                       | -                                                       | -                                                       | -                                                       | -                                                       | -                                                       |                     |
| J.Wilk | 1                                               | 1                                               | 0                                               | 0                                               | 0                                               | 0                                               | 1                                               | 0                                               | 0                                               | -                                               | 0                                               | 0                                               | 0                                               | 0                                               | 0                                               | 0                                               | -                                               | -                                                       | -                                                       | -                                                       | -                                                       | -                                                       | -                                                       | -                                                       | -                                                       | 0                                                       | 0                                                       | 0                                                       | 0                                                       | 0                                                       |                     |
| G.Wojtkowiak | -                                               | -                                               | -                                               | -                                               | -                                               | -                                               | 0                                               | -                                               | -                                               | 0                                               | 0                                               | 0                                               | 0                                               | 0                                               | 0                                               | -                                               | -                                               | 0                                                       | 0                                                       | 0                                                       | -                                                       | -                                                       | 0                                                       | 1                                                       | 0                                                       | 0                                                       | 0                                                       | 0                                                       | 0                                                       | 0                                                       |                     |
| J.Zapotoka | -                                               | -                                               | -                                               | -                                               | -                                               | 0                                               | 0                                               | 0                                               | 0                                               | 0                                               | 0                                               | -                                               | 0                                               | -                                               | -                                               | -                                               | 0                                               | 0                                                       | 0                                                       | -                                                       | 0                                                       | -                                                       | -                                                       | -                                                       | -                                                       | -                                                       | 0                                                       | 0                                                       | -                                                       | -                                                       |                     |
| Legenda: - Kolor niebieski – drużyna zwyciężyła. - Kolor żółty – drużyna zremisowała. - Kolor czerwony – drużyna przegrała. - Kolor zielony – piłkarz w meczu nie wystąpił. |                                                 |                                                 |                                                 |                                                 |                                                 |                                                 |                                                 |                                                 |                                                 |                                                 |                                                 |                                                 |                                                 |                                                 |                                                 |                                                 |                                                 |                                                         |                                                         |                                                         |                                                         |                                                         |                                                         |                                                         |                                                         |                                                         |                                                         |                                                         |                                                         |                                                         |                     |

### Liczba występów
| Ekstraklasa | 30 | 19 | 8 | 3 | n.d. | n.d. | n.d. | n.d. |
| Puchar Polski | 1  | 0  | 1 | 0 | 0    | 0    | 0    | 1    |
| Superpuchar Polski | 1  | 0  | 1 | 0 | 0    | 0    | 1    | 0    |
| Liga Europy | 4  | 2  | 0 | 2 | 0    | 0    | 0    | 1    |
| Legenda: - Kolor niebieski – liczba zwycięstw. - Kolor żółty – liczba remisów. - Kolor czerwony – liczba porażek. - Kolor zielony – liczba rozegranych meczów. - n.d. – nie dotyczy |    |    |   |   |      |      |      |      |

### Klasyfikacja strzelców
| Lp. | Bramki | Strzelcy            | Pozycja |
| --- | ------ | ------------------- | ------- |
| 1   | 18     | Robert Lewandowski  | NA      |
| 2   | 8      | Sławomir Peszko     | PO      |
| 3   | 4      | Tomasz Mikołajczak  | NA      |
| 4   | 3      | Siarhiej Krywiec    | PO      |
| 4   | 3      | Jakub Wilk          | PO      |
| 4   | 3      | Hernán Rengifo      | NA      |
| 4   | 3      | Manuel Arboleda     | OB      |
| 5   | 2      |                     |         |
| 5   | 2      | Semir Štilić        | PO      |
| 5   | 2      | Bartosz Bosacki     | OB      |
| 6   | 1      | Ivan Đurđević       | OB      |
| 6   | 1      | Grzegorz Wojtkowiak | OB      |
| 6   | 1      | Dimitrije Injac     | PO      |

### Klasyfikacja asystentów
| Lp. | Bramki | Strzelcy            | Pozycja |
| --- | ------ | ------------------- | ------- |
| 1   | 10     | Sławomir Peszko     | PO      |
| 2   | 6      | Semir Štilić        | PO      |
| 3   | 4      | Robert Lewandowski  | NA      |
| 4   | 3      | Marcin Kikut        | OB      |
| 5   | 2      | Jakub Wilk          | PO      |
| 5   | 2      | Siarhiej Krywiec    | PO      |
| 5   | 2      | Tomasz Mikołajczak  | NA      |
| 6   | 1      | Anderson Cueto      | PO      |
| 6   | 1      | Dimitrije Injac     | PO      |
| 6   | 1      | Grzegorz Wojtkowiak | OB      |
| 6   | 1      | Bartosz Bosacki     | OB      |
| 6   | 1      | Seweryn Gancarczyk  | OB      |

## Skład i ustawienie zespołu
| W SEZONIE 2009/2010 (Mecze i gole do 16 maja 2010) |       |                      |                |       |      |                                  |
| Imię i nazwisko                                    | Numer | Kraj                 | Data urodzenia | Mecze | Gole | Poprzedni klub                   |
| Trener                                             |       |                      |                |       |      |                                  |
| Jacek Zieliński                                    |       | Polska               | 22.03.1961     |       |      |                                  |
| Bramkarze                                          |       |                      |                |       |      |                                  |
| Gerard Bieszczad                                   | 31    | Polska               | 05.02.1993     | 0     | 0    | Igloopol Dębica                  |
| Jasmin Burić                                       | 30    | Bośnia i Hercegowina | 18.02.1987     | 16    | 0    | NK Čelik Zenica                  |
| Grzegorz Kasprzik                                  | 1     | Polska               | 20.09.1983     | 8     | 0    | Piast Gliwice                    |
| Krzysztof Kotorowski                               | 12    | Polska               | 12.09.1976     | 7     | 0    | Błękitni Stargard                |
| Obrońcy                                            |       |                      |                |       |      |                                  |
| Manuel Arboleda                                    | 5     | Kolumbia             | 02.08.1979     | 19    | 3    | Zagłębie Lubin                   |
| Bartosz Bosacki                                    | 19    | Polska               | 20.12.1975     | 29    | 2    | 1. FC Nürnberg                   |
| Ivan Đurđević                                      | 3     | Serbia               | 05.02.1977     | 22    | 1    | CF Os Belenenses                 |
| Seweryn Gancarczyk                                 | 2     | Polska               | 22.11.1981     | 24    | 0    | Metalist Charków                 |
| Luis Henríquez                                     | 25    | Panama               | 23.11.1981     | 2     | 0    | Tauro FC                         |
| Marcin Kamiński                                    | 35    | Polska               | 15.01.1992     | 5     | 0    | Lech Poznań ME                   |
| Marcin Kikut                                       | 23    | Polska               | 25.06.1983     | 18    | 0    | Amica Wronki                     |
| Jarosław Ratajczak                                 | 20    | Polska               | 15.04.1991     | 0     | 0    | Lech Poznań ME                   |
| Mateusz Szałek                                     | 4     | Polska               | 16.10.1991     | 1     | 0    | Lech Poznań ME                   |
| Zlatko Tanevski                                    | 18    | Macedonia Północna   | 03.08.1983     | 2     | 0    | Wardar Skopje                    |
| Grzegorz Wojtkowiak                                | 22    | Polska               | 26.01.1984     | 19    | 1    | Amica Wronki                     |
| Pomocnicy                                          |       |                      |                |       |      |                                  |
| Tomasz Bandrowski                                  | 6     | Polska               | 18.09.1984     | 25    | 0    | Energie Cottbus                  |
| Łukasz Białożyt                                    | 28    | Polska               | 27.04.1989     | 0     | 0    | Lech Poznań ME                   |
| Anderson Cueto                                     | 20    | Peru                 | 24.05.1989     | 5     | 0    | Club Sporting Cristal            |
| Kamil Drygas                                       | 15    | Polska               | 07.09.1991     | 0     | 0    | Lech Poznań ME                   |
| Gordan Golik                                       | 26    | Chorwacja            | 04.03.1985     | 2     | 0    | Varteks Varaždin                 |
| Haris Handžić                                      |       | Bośnia i Hercegowina | 20.06.1990     | 1     | 0    | FK Sarajevo                      |
| Dimitrije Injac                                    | 21    | Serbia               | 12.08.1980     | 29    | 1    | FK Slavija                       |
| Siarhiej Krywiec                                   | 10    | Białoruś             | 08.06.1986     | 13    | 3    | BATE Borysów                     |
| Mateusz Machaj                                     |       | Polska               | 28.06.1989     | 0     | 0    | Lech Poznań ME                   |
| Mateusz Możdżeń                                    | 32    | Polska               | 14.03.1991     | 11    | 0    | Lech Poznań ME                   |
| Sławomir Peszko                                    | 17    | Polska               | 19.02.1985     | 27    | 8    | Wisła Płock                      |
| Semir Štilić                                       | 14    | Bośnia i Hercegowina | 08.10.1987     | 27    | 2    | FK Željezničar                   |
| Jakub Wilk                                         | 7     | Polska               | 11.07.1985     | 20    | 3    | wychowanek                       |
| Jan Zapotoka                                       | 13    | Słowacja             | 23.03.1988     | 14    | 0    | MFK Dubnica                      |
| Napastnicy                                         |       |                      |                |       |      |                                  |
| Bartosz Bereszyński                                | 11    | Polska               | 12.07.1992     | 2     | 0    | Lech Poznań ME                   |
| Krzysztof Chrapek                                  | 24    | Polska               | 07.10.1985     | 12    | 0    | Podbeskidzie Bielsko-Biała       |
| Hernán Rengifo                                     |       | Peru                 | 18.04.1983     | 9     | 3    | Universidad San Martín de Porres |
| Tomasz Mikołajczak                                 | 26    | Polska               | 11.12.1987     | 25    | 4    | Nielba Wągrowiec                 |
| Robert Lewandowski                                 | 8     | Polska               | 21.08.1988     | 27    | 18   | Znicz Pruszków                   |

## Transfery

### Przybyli
| Piłkarz            | Narodowość | Pozycja   | Transfer   | Klub                       |
| ------------------ | ---------- | --------- | ---------- | -------------------------- |
| Tomasz Mikołajczak | Polska     | Napastnik | 65 tys. €  | Nielba Wągrowiec           |
| Seweryn Gancarczyk | Polska     | Obrońca   | 300 tys. € | Metalist Charków           |
| Krzysztof Chrapek  | Polska     | Napastnik | 230 tys. € | Podbeskidzie Bielsko-Biała |
| Ján Zápotoka       | Słowacja   | Pomocnik  | 200 tys. € | MFK Dubnica                |
| Grzegorz Kasprzik  | Polska     | Bramkarz  | 175 tys. € | Piast Gliwice              |
| Siarhiej Krywiec   | Białoruś   | Pomocnik  | 300 tys. € | BATE Borysów               |

### Odeszli
| Piłkarz         | Narodowość | Pozycja   | Transfer          | Klub                |
| --------------- | ---------- | --------- | ----------------- | ------------------- |
| Dawid Kucharski | Polska     | Obrońca   | wolny transfer    | Heart of Midlothian |
| Piotr Reiss     | Polska     | Napastnik | wolny transfer    | Warta Poznań        |
| Rafał Murawski  | Polska     | Pomocnik  | 3,2 mln €         | Rubin Kazań         |
| Hernán Rengifo  | Peru       | Napastnik | 300 tys. €        | Omonia Nikozja      |
| Ivan Turina     | Chorwacja  | Bramkarz  | rozwiązanie umowy | Dinamo Zagrzeb      |

### Wypożyczeni
| Piłkarz          | Narodowość           | Pozycja  | Transfer | Klub                    |
| ---------------- | -------------------- | -------- | -------- | ----------------------- |
| Fenan Salčinović | Bośnia i Hercegowina | Pomocnik | -        | Sandefjord Fotball      |
| Łukasz Białożyt  | Polska               | Pomocnik | -        | GKP Gorzów Wielkopolski |
| Mateusz Machaj   | Polska               | Pomocnik | -        | GKP Gorzów Wielkopolski |
| Haris Handžić    | Bośnia i Hercegowina | Pomocnik | -        | FK Sarajevo             |